# George Papadopoulos (politiek adviseur)
George Papadopoulos (Chicago, 19 augustus 1987) is een Amerikaans politiek adviseur.
In maart 2016 sloot Papadopoulos zich aan bij het campagneteam van presidentskandidaat Donald Trump.
Op 5 oktober 2017 bekende hij schuldig te zijn aan het afleggen van valse verklaringen tegenover FBI-agenten over contacten die hij in 2016 had met agenten van de Russische regering, terwijl hij werkte voor de Trump-campagne.

## Levensloop

### Opleiding
Papadopoulus doorliep de middelbare school in Skokie, Illinois. Volgens zijn LinkedIn-profiel behaalde hij in 2009 een Bachelor of Arts aan de DePaul University in Chicago. In 2010 volgde hij een Master of Science aan de University of London plus een master aan de London School of Economics. Van maart 2011 tot september 2015 werkte hij als onderzoeker aan het Hudson Institute in Washington, een conservatieve politieke denktank. In de periode 2025-2016 was hij bestuurslid van de ngo Geneva International Model United Nations (GIMUN) in Genève.

### Trump-campagne
Papadopoulos was van november 2015 tot januari 2016 als adviseur verbonden aan de presidentiële campagne van Ben Carson. In maart 2016 sloot hij zich aan bij de Trump-campagne. Drie dagen later stuurde hij aan zeven campagnemedewerkers e-mails betreffende Vladimir Poetin. Gerechtelijke documenten tonen aan dat een niet met naam genoemde "campagneleider" van Trump Papadopoulos aanmoedigde om naar Rusland te vliegen en daar agenten van het Russische ministerie van Buitenlandse Zaken te ontmoeten. Naar verluidt zouden die Russen over belastende informatie over Hillary Clinton beschikken, die zij met de Trump-campagne wilden delen.
Tussen maart en september 2016 concipieerde hij minstens zes verzoekschriften voor Trump om Russische politici te ontmoeten. In mei antwoordde Paul Manafort op een van die verzoeken, dat "niet Trump gaat deze trips maken. Dat zou iemand lager in de organisatie moeten doen, om te vermijden dat er een signaal van uit zou gaan".
Papadopoulos werd geïnterviewd over de Amerikaans-Russische relaties door Interfax in september 2016. In dat interview zei hij ook dat president Obama had beloofd met Rusland samen te werken, maar die belofte werd niet ingelost.
Senator Richard Burr, voorzitter van de Senaatscommissie voor het onderzoek naar de Russische inmenging in de Amerikaanse presidentsverkiezingen 2016, zei in oktober 2017 dat de commissie geïnteresseerd was in Papadopoulos, omdat hij e-mails had verzonden die nastreefden om ontmoetingen tussen Trump en Vladimir Poetin tot stand brengen. Na het aantreden van Trump als president, is Papadopoulos aan de slag gegaan als onafhankelijk energie- en beleidsconsultant.

### Onderzoek naar Russische connectie
Op 5 oktober 2017 bekende Papadopoulos tegenover FBI-agenten dat hij valse verklaringen had afgelegd over contacten die hij had gehad met autoriteiten van de Russische regering, toen hij werkte voor de Trump-campagne. Zo gaf hij alsnog toe zelf in Italië een ontmoeting te hebben gehad met een hoogleraar met Russische connecties, die de Trump-campagne de nodige belastende informatie ("dirt") over Hillary Clinton wilde toespelen. Onderzoek leverde op dat het bij de mysterieuze contactpersoon gaat om de pro-Russische Joseph Mifsud, een geboren Maltees, met een onduidelijke academische kwalificatie als het gaat om buitenlands beleid. 
Volgens gerechtelijke documenten heeft Papadopoulos sinds zijn bekentenis constructief meegewerkt aan het onderzoek van speciale aanklager Robert Mueller. De strafrechtelijke verdenkingen tegen Papadopoulos werden bekendgemaakt op 30 oktober 2017, de dag dat ook Paul Manafort en diens rechterhand Rick Gates officieel werden aangeklaagd wegens samenzwering tegen de staat en meerdere financiële misdrijven.
De dagen erop gaf het Witte Huis verklaringen af die de rol van Papadopoulos binnen het Trump-team bagatelliseerden. Hij zou niet de gekwalificeerde buitenland-adviseur zijn geweest, van wie Trump eerder sprak, maar een administratieve hulp annex "coffee-boy". Begin december 2017 sprak Papadopoulos' verloofde, Simona Mangiante, dit bij ABC News categorisch tegen: "Zijn taak tijdens de campagne was het tot stand brengen van ontmoetingen van vooraanstaande campagneleden met leidende figuren uit de hele wereld. Hij was dan ook voortdurend in contact met de sleutelfiguren in het Trump-team." 
- Library of Congress Control Number: no2018027080
- Virtual International Authority File: 3473152080592907230008
- WorldCat: E39PBJg4t3qmdRBg7RhWqMwgrq